# Djelaludin Sharityar
Djelaludin Sharityar (Distretto di Zadran, 15 marzo 1983) è un ex calciatore afghano, di ruolo difensore.